# Strada nazionale 9 (Cambogia)
La strada nazionale 9 (indicata sulle mappe come NH9, "National Highway 9") è una delle strade statali della Cambogia. È asfaltata per gran parte del percorso ed è composta da una carreggiata unica con due corsie di marcia. La NH9 ha inizio diramandosi dalla strada nazionale 7 a Stung Treng, scavalca il fiume Mekong e dopo 143 km termina a Preah Vihear inserendosi  nella strada nazionale 62.